# Valguarnera Caropepe
Valguarnera Caropepe es una localidad italiana de la provincia de  Enna, región de Sicilia, con 8.336 habitantes.

Ubicación de la ciudad de Valguarnera Caropepe dentro de la provincia de Enna.

## Evolución demográfica
| Gráfica de evolución demográfica de Valguarnera Caropepe entre 1861 y 2001 |
|                                                                            |
| Fuente ISTAT - Elaboración gráfica por parte de Wikipedia                  |

## Prehistoria
Recientemente, en el distrito de Marcos, en las afueras de Valguarnera, las excavaciones arqueológicas han descubierto un asentamiento residencial que datan del cuarto milenio a. C. 
Un esqueleto humano de la cerámica de la Edad del Cobre de última hora y algunos de los principios de Edad de Bronce también se encontraron en este sitio.

## Historia

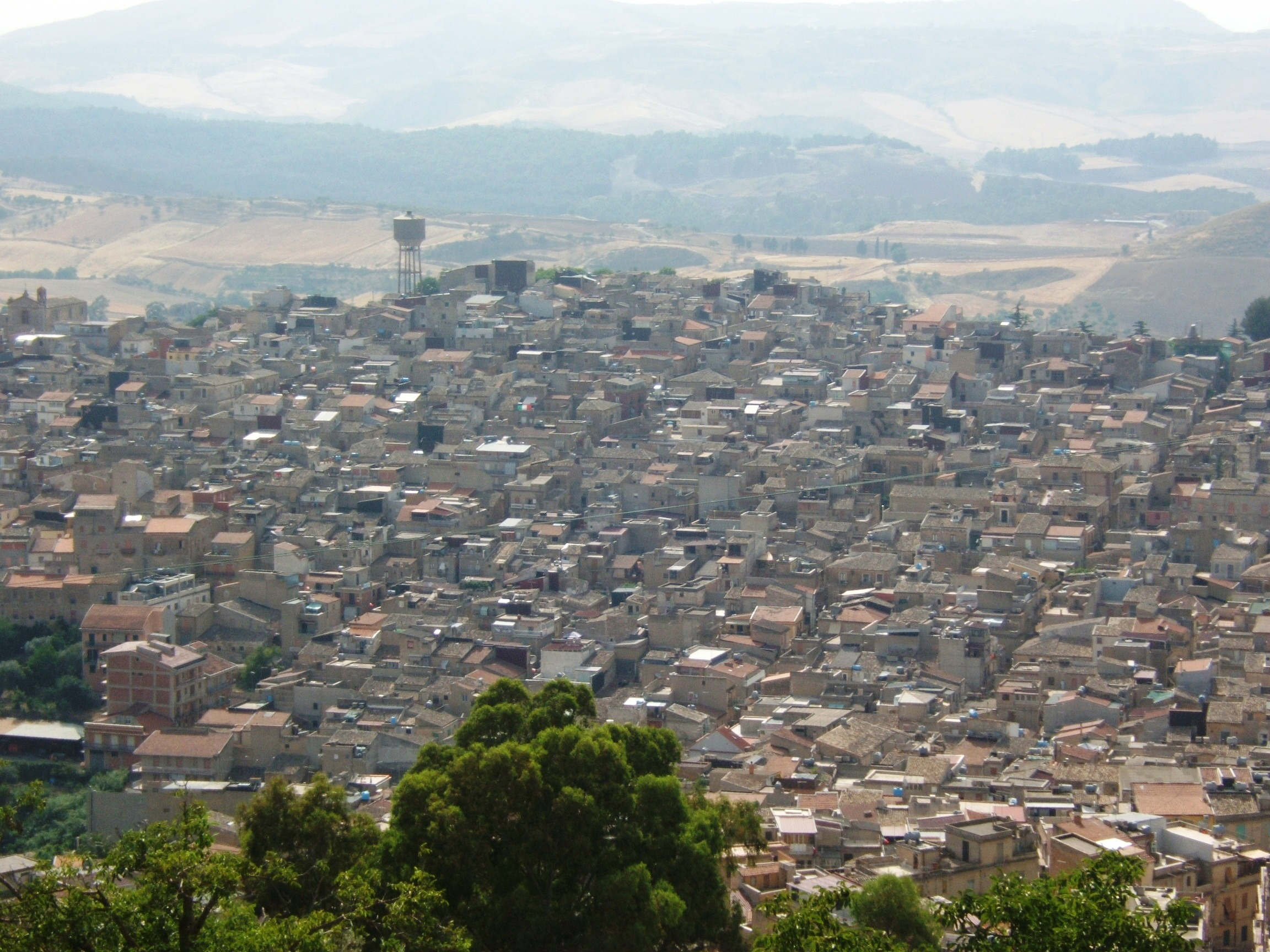
Valguarnera Caropepe.

Cerca de la aldea se han encontrado restosde civilización bizantinos . El nombre del lugar Carrapipi (italianizado en Caropepe), es conjunto la etimología más convincente en marcha de Arabia Lorenzo Lanteri, que el nombre se compone de dos palabras:qarya(que significa "pueblo", "pueblo") andhabibi(que medios "(de) mi querido", "(de) mi querido").
Carrapipi es entonces el significado de "pueblo de mi amada". Sería bueno saber a quién, por quién y por qué razón se le dio más de un milenio atrás, el país con esta denominación poética.
La primera noticia de la disputa con ese nombre se remonta a 1296 cuando era una casa de campo simple pertenencia a Lambert de Carupipi. La posesión más tarde el rey Luis de Pamplona, Pedro Myron Agorizio y Mucho de afirmar, el feudo pasó en 1398 a Vitale y Thomas Valguarnera. En 1549 un miembro de la familia Valguarnera, Juan Conde de Assoro, obtenida por Charles V privilegiada para poblar el feudo y para imponer la nueva ciudad el nombre de su familia. Que no era en absoluto un caso aislado que se basa en la carrera por la explotación de vastas zonas de la isla realizados por la aristocracia a la impulsada por el alza de los precios de los productos agrícolas (principalmente trigo). 
Atraídos por las condiciones favorables concedidos por los propietarios de tierras (fundamentalmente a través de la creación del "censo") cientos de personas de los alrededores vinieron a poblar la villa, que durante el siglo XVII casi por diez el número de población. Un salto más en el crecimiento de la población del país, para lograr en el siglo XIX (su población creció en 5 a 14 mil habitantes), debido al desarrollo del azufre : Valguarnera que llegaron a la zona a su alrededor para promover alrededor del 10% de los minerales producidos en toda la isla. 
El 25 de diciembre de 1893, Valguarnera fue el escenario de un levantamiento popular que fue juzgada por el ejemplo contemporáneo de lo que estaba pasando en la isla durante la temporada de dell'epilogo vigas. En los años siguientes, abrió la página de la emigración que ha visto la valguarneresi emigrar primero en Estados Unidos de América y el norte de Italia y otros países europeos. Una página secular, todavía no ha terminado todavía, a pesar de la esperanza suscitada por la experiencia de la llamada "centro textil" (pequeñas industrias de la ropa) que llegó en la década de los 80 y promovió casi un millar de trabajadores.

## Transporte ayer y de hoy
Hasta los años 60 estaba en funcionamiento en la periferia de Valguarnera, una estación de ferrocarril que une los principales centros y las minas de Grottacalda y Floristella con otras ciudades de la isla . El primer tren Valguarnera transitado 25 de abril de 1912. En los años 70 la línea ferroviaria adyacente a la pequeña ciudad cayó en desuso y fue reemplazado por un camino (el Service Pack 4), que conecta la salida de la autopista de Dittaino de Enna, Piazza Armerina y la Valguarnera mismo.
El edificio utilizado como una oficina de billetes y sala de espera era tan transformado en jardín de infancia para los niños, hasta que él también cayó en mal estado. Incluso hoy, dispersos por todo el campo y cubierto por una densa vegetación, se puede encontrar pequeña sección de ferrocarril, puentes y túneles que, una vez formada la línea de ferrocarril.
En la actualidad, viajar en tren, se utiliza el Dittaino la estación, que está a unos 13 km de Valguarnera Caropepe conectado por la sustitución de autobuses. El aeropuerto más cercano a Catania Fontanarossa, situado a 75 km; así como la ciudad puerto de Catania, a 78 km.
A partir de 2007 se encuentra en l servicio "Idroscalo de Enna" en la Lago Nicoletti. La presencia de las escuelas secundarias superiores en las ciudades de Piazza Armerina y Enna, se intensifica durante varias décadas flujo continuo de estudiantes valguarneresi día de la mudanza, con algunos autobuses. Lo mismo va para los visitantes de 'Universidad Core, y la Universidad de Catania.